# Chiesa di San Giorgio Martire (Trivignano Udinese)
La chiesa di San Giorgio Martire è la parrocchiale di Clauiano, frazione di Trivignano Udinese, in provincia e arcidiocesi di Udine; fa parte della forania del Friuli Centrale.

## Storia

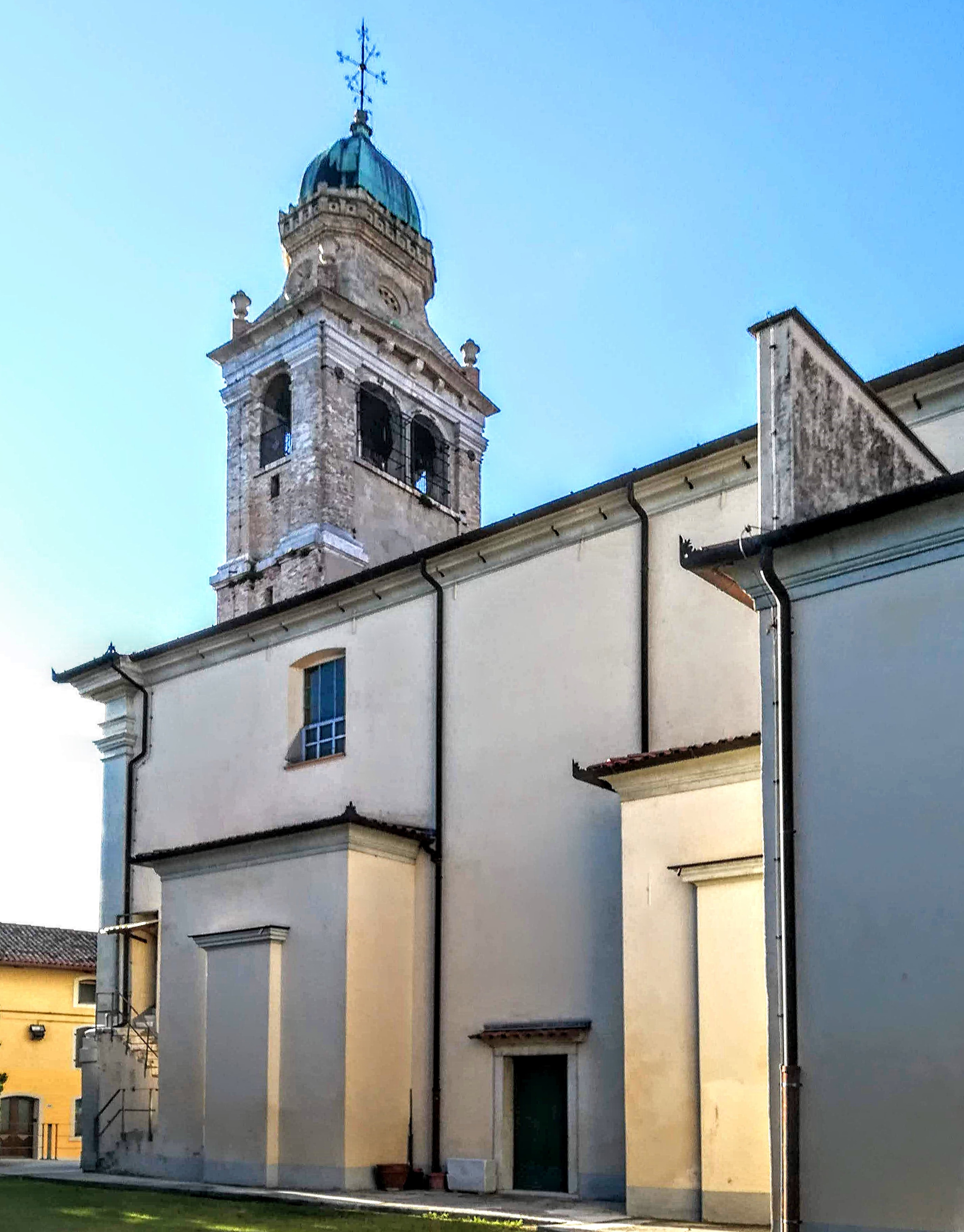
Il fianco meridionale della chiesa

Anticamente a Clauiano sorgevano due chiese, dedicate rispettivamente a San Martino e a San Giorgio; dopo la demolizione della prima, la seconda divenne il fulcro del paese, tanto che quando si doveva dirimere qualche questione ci riuniva proprio presso di essa.
La nuova parrocchiale fu costruita nel XVIII secolo; il 2 dicembre 1735 il parroco e vicario foraneo di Trivignano don Carlo Vit venne autorizzato dl patriarca Dionisio Delfino a benedire il coro e l'altare maggiore e l'intera chiesa fu consacrata il 23 giugno 1767, come ricordato da un'iscrizione presente su una lapide.
La chiesa venne restaurata in seguito al terremoto del Friuli del 1976 e poi adeguata ai dettami post-conciliari negli anni ottanta.

## Descrizione

### Esterno
La simmetrica facciata a capanna della chiesa, rivolta a sudovest e scandita da quattro lesene tuscaniche, presenta centralmente il portale d'ingresso architravato e sopra un oculo contenente un rilievo raffigurante il Padreterno.
Sopra il prospetto principale si innesta il campanile a base rettangolare, la cui cella presenta sui lati lunghi delle bifore e su quelli corti delle monofore ed è coronata dal cupolino in rame.

### Interno
L'interno dell'edificio si compone di un'unica navata, sulla quale si affacciano le cappelle laterali introdotte da archi a tutto sesto e le cui pareti sono scandite da paraste sorreggenti la trabeazione modanata e aggettante sopra la quale si imposta la volta a botte ribassata; al termine dell'aula si sviluppa il presbiterio, rialzato di alcuni gradini e chiuso dall'abside poligonale.
Qui sono conservate diverse opere di pregio, tra le quali il fonte battesimale, scolpito da Carlo da Carona, nel XVI secolo, l'altare maggiore, costruito da Pasquale Lazzarin nel XVII secolo, le due pale raffiguranti rispettivamente il Crocifisso fra i santi Sebastiano, Carlo, Nicolò e Rocco con le anime del Purgatorio e San Giorgio e il drago e il dipinto con soggetto l'Adorazione dei Magi, eseguito probabilmente dal carnico Osvaldo Gortanutti.